# Арини (Брашов)
Арини (рум. Arini) насеље је у Румунији у округу Брашов у општини Мајеруш. Oпштина се налази на надморској висини од 500 m.

## Становништво
Према подацима из 2002. године у насељу је живело 895 становника.

### Попис2002.
| Расподела становништва по националности 2002.‍ | Расподела становништва по националности 2002.‍ | Расподела становништва по националности 2002.‍ | Расподела становништва по националности 2002.‍ | Расподела становништва по националности 2002.‍ |
| --------------------------------------------- | --------------------------------------------- | --------------------------------------------- | --------------------------------------------- | --------------------------------------------- |
|                                               |                                               |                                               |                                               |                                               |
| Румуни                                        | Румуни                                        |                                               | 307                                           | 34,5%                                         |
| Роми                                          | Роми                                          |                                               | 583                                           | 65,5%                                         |